# Сталактит
Сталактит (на гръцки: σταλάσσω – „капя, този който капе“) е висящо от тавана на пещерите калцитно образувание, разположено на място, където капе вода. Термините „сталактит“ и „сталагмит“ са въведени в литературата през 1655 г. от датския натуралист Оле Ворм.

## Механизъм на образуването
Водата, проникваща в пещерите разтваря варовика в химическата реакция:
CaCO3 + H2O + CO2<=> Ca2+ + 2 HCO3-
При определени условия реакция протича и в обратната посока, и става отлагане на калциев карбонат – така растат сталактитите. Този процес е бавен и отнема десетки и стотици години. Дължината на сталактитите в отделни случаи достига няколко метра.